# Аросемена Тола, Карлос Хулио
Карлос Хулио Аросемена Тола (исп. Carlos Julio Arosemena Tola; 31 января 1898, Гуаякиль — 20 февраля 1952, там же) — эквадорский банкир
, политик, государственный деятель, вице-президент Эквадора (1947), Президент Эквадора (16 сентября 1947 — 31 августа 1948).

## Биография
Отец Президента Эквадора Карлоса Хулио Аросемена Монроя (1961—1963). Его племянником также был Президент Эквадора Отто Аросемена (1966—1968).
Финансист. Банкир. Основатель Дисконтного банка в Гуаякиле в 1920 году, был его управляющим до 20 февраля 1952 года. Директор-распорядитель Благотворительного совета Гуаякиля.
Пришёл к власти во время политического кризиса. Вице-президент Эквадора в 1947 году. Президент Эквадора (с 16 сентября 1947 по 31 августа 1948).
Правительство Аросемены Тола представляло интересы местной буржуазии и растущего влияния США, разорвало дипломатические отношения с СССР, подписало Устав Организации американских государств, провело первую Большую Колумбийскую экономическую конференцию, итоговый документ которой был предшественником того, что ныне называется Андское сообщество.
Аросемена Тола в марте 1948 года принял Закон о валютном регулировании, который поставил Центральный банк страны под контроль руководства валютного совета, который занимался проведением денежно-кредитной и валютной политики Эквадора.

## Память
- Именем Карлоса Хулио Аросемена Толы назван один из кантонов Эквадора провинции Напо — Карлос-Хулио-Аросемена-Тола.